# Voetpuntsveelhoek
In de meetkunde is  voetpuntsveelhoek een uitbreiding van het begrip voetpuntsdriehoek van een punt van driehoeken naar veelhoeken.
Zij B een veelhoek en P een punt in het vlak van de veelhoek, dan is de voetpuntsveelhoek van P de veelhoek gevormd door de voetpunten van de loodlijnen vanuit P op de opeenvolgende zijden van B te verbinden in de volgorde waarin ze bepaald worden. Stel de veelhoek B heeft als hoekpunten de punten B1, B2, ... Bn. Noem H1 het voetpunt van de loodlijn uit P op de lijn B1B2, H2 het voetpunt van de loodlijn uit P op de lijn B2B3, enzovoort. De punten H1, H2, ... Hn vormen de voetpuntsveelhoek van P ten opzichte van B. 
Voor elk punt P kan men een voetpuntsveelhoek construeren, ook als P ligt op een zijde van B of samenvalt met een hoekpunt van B. Het kan gebeuren dat een aantal hoekpunten van de voetpuntsveelhoek samenvallen.

## Stelling van Steiner over voetpuntsveelhoeken
Jakob Steiner bewees in 1838 de volgende stelling: de meetkundige plaats van de punten P waarvan de voetpuntsveelhoeken ten opzichte van een gegeven veelhoek B dezelfde oppervlakte hebben, is een cirkel. De straal van deze cirkel is een functie van de oppervlakte van de voetpuntsveelhoeken, maar het middelpunt is een vast punt.